# Sinegorye
Sinegorye (en ruso: Синего́рье) es una localidad del óblast de Magadán, Rusia, localizada a la orilla izquierda del curso alto del río Kolimá, a 8 km de la central hidroeléctrica sobre este río. Su población en el año 2010 era de 2800 habitantes, la cual ha ido disminuyendo en los últimos años, ya que en 1989 era de casi 12 000 residentes.

## Historia

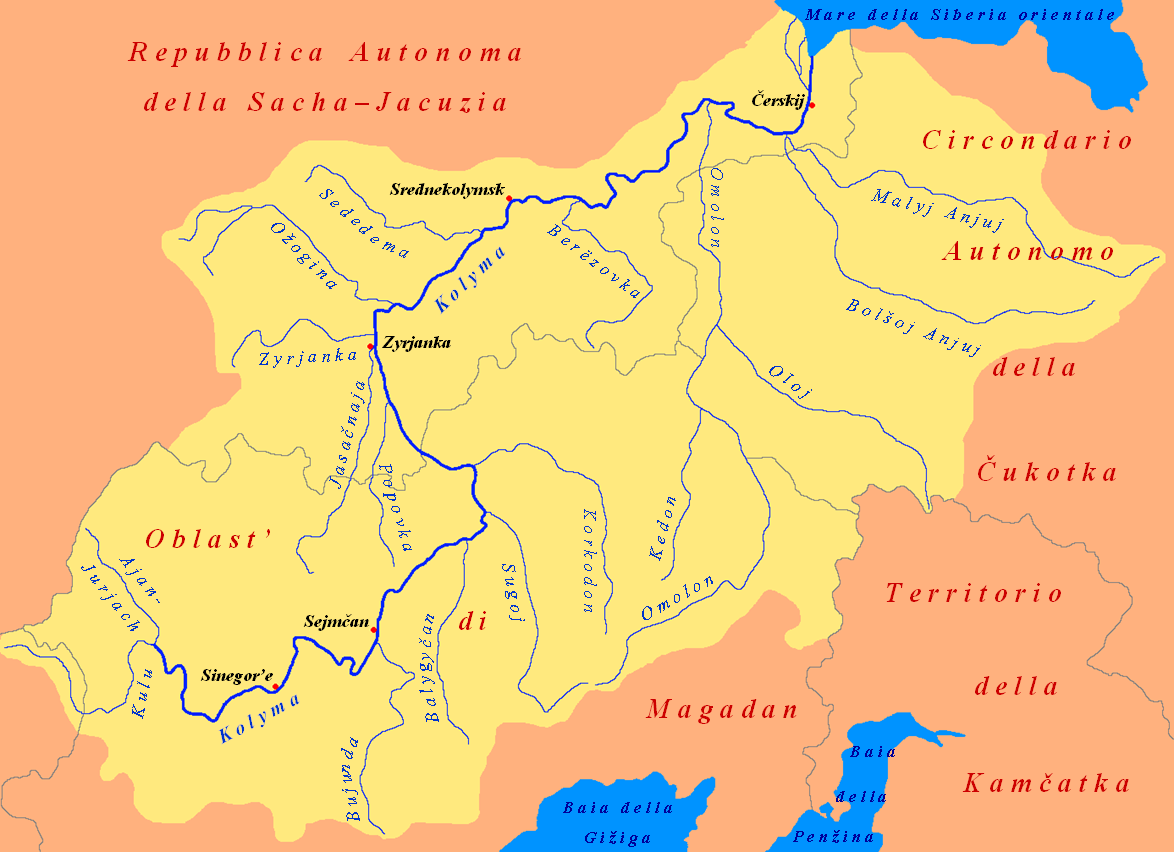
Mapa en italiano del río Kolimá en el que aparece, sobre su curso alto, Sinegorye (Sinegor'e)

Es la ciudad más joven de la región del Kolimá, ya que empezó a construirse en 1971 para los trabajadores de la cercana presa hidroeléctrica que se encuentra a 8 km. Recibió el estatus de asentamiento urbanístico al año siguiente, en 1972. Una vez que la presa terminó de construirse la población de Sinegorye disminuye, ya que ya no hacían falta tantos trabajadores, y emigraron dos tercios de la población a otras ciudades.